# Amazing Grace: Songs for Christmas
Amazing Grace: Songs for Christmas är en debut-EP av den australiska sångerskan Paulini. Den släpptes i Australien den 26 november 2004.

## Låtlista
| Nr           | Titel                                  | Duett med:      | Längd |
| ------------ | -------------------------------------- | --------------- | ----- |
| 1.           | Amazing Grace                          | Darlene Zschech | 3:27  |
| 2.           | Have Yourself a Merry Little Christmas |                 | 4:14  |
| 3.           | Grown Up Christmas List                |                 | 4:08  |
| 4.           | When a Child Is Born                   |                 | 3:28  |
| 5.           | O Come All Ye Faithful                 |                 | 3:17  |
| 6.           | Silent Night                           |                 | 3:28  |
| 7.           | Never Too Much                         |                 | 4:02  |
| 8.           | People Get Ready                       |                 | 3:08  |
| Total längd: | Total längd:                           | Total längd:    | 29:16 |